# Vanina Correa
Vanina Noemí Correa (Villa Gobernador Gálvez, 14 de agosto de 1983) es una exfutbolista argentina que se desempeñó como arquera. Su último equipo fue el Club Atlético Rosario Central, de la Primera División Femenina de Argentina.
Previamente ha jugado para Universidad de Chile, Club Atlético San Lorenzo de Almagro, Club Renato Cesarini, Social Lux, Banfield, y Boca Juniors
Jugó como titular el partido inaugural de la Copa Mundial Femenina de fútbol de 2007. Al año siguiente fue portera titular del torneo femenino de fútbol de los Juegos Olímpicos de Pekín 2008.
Correa se desempeña como vicepresidenta de la Confederación Argentina de Deportes desde agosto de 2021.

## Trayectoria
Comenzó su carrera en Rosario Central a partir de la temprana edad de los 16 años. A los 20 años tuvo su paso al club Boca Jrs, rápidamente tuvo su paso por el conjunto de Banfield para luego volver al conjunto xeneize. Tuvo un corto paso por Renato Cesarini para volver al club donde nació futbolísticamente, Rosario Central, en el 2015. En el 2016 pasó por Social Lux, equipo rosarino, pero no tardaría mucho en volver al conjunto auriazul; el llamado de la DT, Rosana Gómez, hizo que volviera a Arroyito.
Vanina supo disputar varios torneos internacionales como el Mundial 2003 y 2007, los Juegos Olímpicos de Pekín 2008, la Copa América Femenina 2018 y el Campeonato Sudamericano y los Juegos Panamericanos. Asimismo, con el "Xeneize" supo disputar la Copa Libertadores. En el medio, se había retirado y había abandonado el fútbol durante 6 años al ser madre de los mellizos Luna y Romeo, pero la llegada de Ricardo Borrello generó su vuelta a la selección. También fue seleccionada para el Mundial de Francia 2019, junto a su compañera de equipo Virginia Gómez.
En el 2019 se sumó al club San Lorenzo de Almagro como refuerzo del club de Boedo, la primera entidad en profesionalizar el fútbol femenino.
En el 2020 se suma al Espanyol de Barcelona, siendo su primera experiencia en el exterior.
En 2022 renueva contrato con Rosario Central, sin embargo es enviada en calidad de préstamo a la Universidad de Chile que disputará la segunda rueda del torneo de Primera División Femenino y de su tercera participación en la Copa Libertadores Femenina 2022, en enero de 2023 regresará a Rosario.

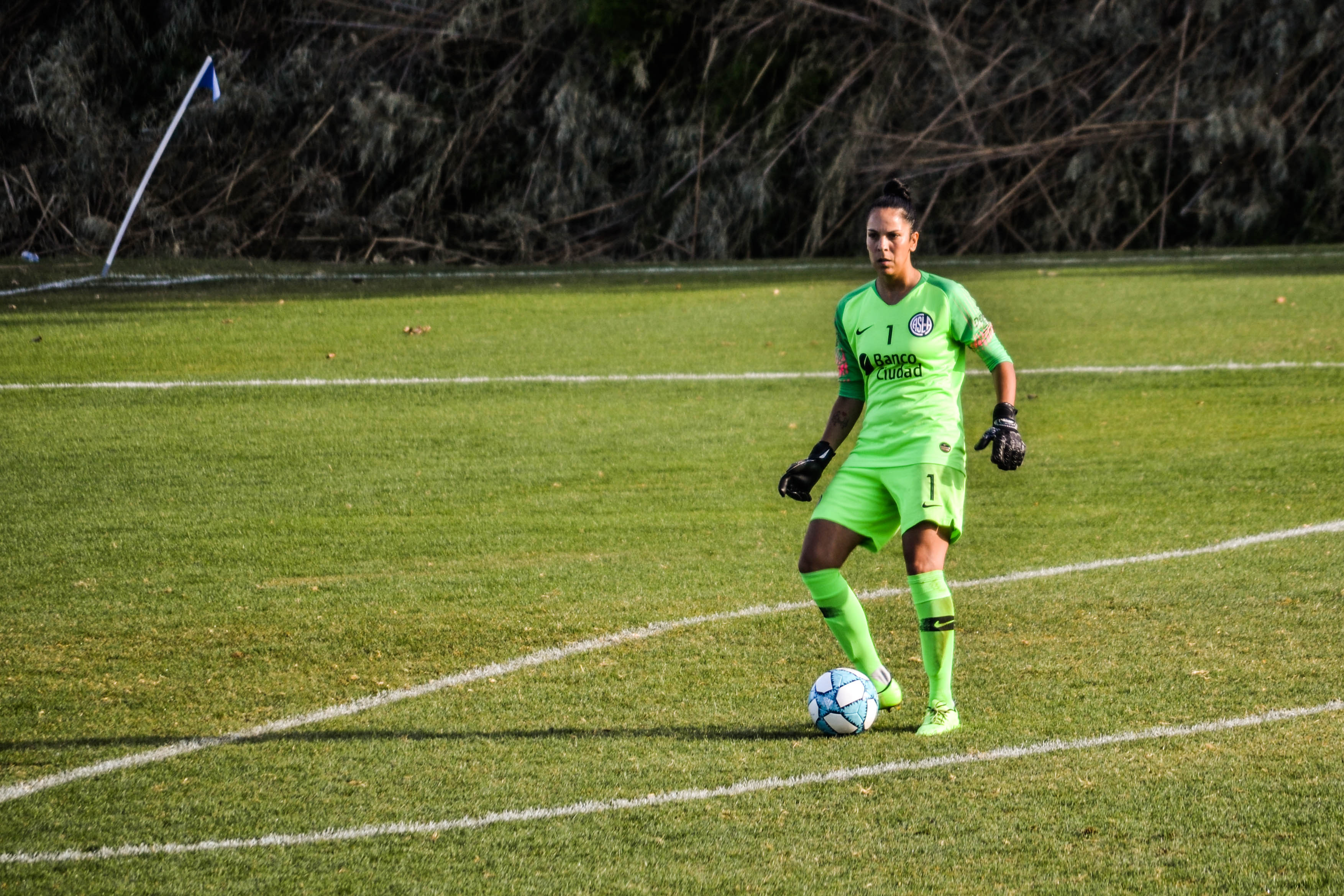
Correa con la camiseta de San Lorenzo.

## Clubes
| Club                  | País      | Año         |
| --------------------- | --------- | ----------- |
| Rosario Central       | Argentina | 2000-2003   |
| Boca Juniors          | Argentina | 2003-2005   |
| Banfield              | Argentina | 2005-2008   |
| Boca Juniors          | Argentina | 2008-2009   |
| Club Renato Cesarini  | Argentina | 2009        |
| Rosario Central       | Argentina | 2015        |
| Social Lux            | Argentina | 2016-2018   |
| Rosario Central       | Argentina | 2019        |
| San Lorenzo           | Argentina | 2019-2020   |
| Espanyol de Barcelona | España    | 2020-2021   |
| San Lorenzo           | Argentina | 2021        |
| Rosario Central       | Argentina | 2022        |
| Universidad de Chile  | Chile     | 2022        |
| Rosario Central       | Argentina | 2023 - 2024 |

## Selección nacional

### Participaciones en Copas del Mundo
| Torneo                                  | Sede                     | Resultado    | Partidos | G.R | Valla Invicta |
| --------------------------------------- | ------------------------ | ------------ | -------- | --- | ------------- |
| Copa Mundial Femenina de Fútbol de 2003 | Estados Unidos           | Primera fase | 0        | -0  | 0             |
| Copa Mundial Femenina de Fútbol de 2007 | China                    | Primera fase | 1        | -11 | 0             |
| Copa Mundial Femenina de Fútbol de 2019 | Francia                  | Primera fase | 3        | -4  | 1             |
| Copa Mundial Femenina de Fútbol de 2023 | Australia/ Nueva Zelanda | Primera fase | 3        | -5  | 0             |

### Participaciones en otros torneos
| Campeonato                  | Sede                 | Resultado      |
| --------------------------- | -------------------- | -------------- |
| Sudamericano 2003           | Perú                 | Segundo puesto |
| Juegos Panamericanos 2003   | República Dominicana | Cuarto puesto  |
| Sudamericano 2006           | Argentina            | Campeonas      |
| Juegos Panamericanos 2007   | Brasil               | Fase de grupos |
| Juegos Olímpicos Pekín 2008 | China                | Fase de grupos |
| Copa América 2018           | Chile                | Tercer puesto  |
| Juegos Panamericanos 2019   | Perú                 | Segundo puesto |

## Reconocimientos
- Reconocimiento por su trayectoria olímpica (2012)[19]
- Reconocimiento del Concejo Municipal de la ciudad de Rosario al club Social Lux por su aporte al desarrollo del fútbol femenino (2018)[20]
- El Seleccionado Femenino de Fútbol Argentina fueron homenajeadas por el Senado por su actuación en la Copa América (2018)[21]
- Mejor jugadora del partido de Argentina frente a Inglaterra (2019)[22]
- Reconocimiento por su participación en el Mundial de Francia 2019 por parte del Club Atlético Rosario Central (2019)[23]